# Iaai
Iaai (eget namn: Hwen iaai) är ett oceaniskt språk som tala på ön Ouvéa i Nya Kaledonien. Språket har cirka 4000 talare som är mestadels de vuxna.
Språket anses vara hotat och dess närmaste släktspråk är bl.a. drehu och nengone.
Språket skrivs med latinska alfabetet. Den första fullständiga bibelöversättningen gavs ut år 1901.

## Fonologi

### Vokaler
|              | Främre | Central | Bakre  |
| ------------ | ------ | ------- | ------ |
| Sluten       | i \| y |         | u      |
| Mellansluten | e \| ø |         | ɤ \| o |
| Mellanöppen  |        |         | ɔ      |
| Halvöppen    | æ      |         |        |
| Öppen        |        | a       |        |

Källa:

### Konsonanter
|             | Labial | Labial   | Dental | Alveolar | Retroflex | Palatal | Velar  | Glottal |
| Norm.       | Lab.   |          | Dental | Alveolar | Retroflex | Palatal | Velar  | Glottal |
| ----------- | ------ | -------- | ------ | -------- | --------- | ------- | ------ | ------- |
| Nasal       | m̥ \| m | m̥ʷ \| mʷ | n̪̥ \| n̪ |          | ɳ̥ \| ɳ    | ɲ̥ \| ɲ  | ŋ̥ \| ŋ |         |
| Klusil      | p \| b | bʷ       | t̪ \| d̪ |          | ʈ \| ɖ    | c \| ɟ  | k \| g |         |
| Frikativ    | f      |          | θ \| ð | s        |           | ʃ       | x      | h       |
| Lateral     |        |          |        | l̥ \| l   |           |         |        |         |
| Flapp       |        |          |        | ɾ        |           |         |        |         |
| Approximant | ɥ̊ \| ɥ | w̥ \| w   |        |          |           |         |        |         |

Källa: